# Rui Borges
Rui Manuel Gomes Borges, noto semplicemente come Rui Borges (Mirandela, 7 luglio 1981), è un allenatore di calcio ed ex calciatore portoghese, di ruolo ala, tecnico dello Sporting Lisbona.

## Carriera

### Allenatore
Dopo aver trascorso la carriera da giocatore nelle serie minori portoghesi, il 27 giugno 2017, al termine dell'attività agonistica, diventa l'allenatore del Mirandela, squadra della sua città natale. Il 5 febbraio 2019 passa alla guida dell'Académico de Viseu; il 12 luglio 2020 diventa l'allenatore dell'Académica, che lascia il 22 settembre 2021 per firmare con il Nacional.
Il 18 maggio 2022 lascia i bianconeri e dieci giorni più tardi approda sulla panchina della Vilafranquense. Il 10 febbraio 2023 lascia il club per alcuni disaccordi con la società e lo stesso giorno firma con il Mafra.
Il 4 luglio seguente diventa il tecnico del Moreirense, con cui, dopo un ottimo inizio di stagione, il 5 dicembre rinnova fino al 2026. Dopo aver conquistato il record di punti con la squadra biancoverde, il 28 maggio 2024 si trasferisce al Vitória Guimarães, con cui firma un biennale. Il 26 dicembre seguente lascia il club per accasarsi allo Sporting Lisbona.

## Statistiche

### Statistiche da allenatore
Statistiche aggiornate al 17 maggio 2025. In grassetto le competizioni vinte.
| Stagione                  | Squadra                   | Campionato                | Campionato | Campionato | Campionato | Campionato | Coppe nazionali | Coppe nazionali | Coppe nazionali | Coppe nazionali | Coppe nazionali | Coppe continentali | Coppe continentali | Coppe continentali | Coppe continentali | Coppe continentali | Altre coppe | Altre coppe | Altre coppe | Altre coppe | Altre coppe | Totale | Totale | Totale | Totale | % Vittorie | Piazzamento |
| Stagione                  | Squadra                   | Comp                      | G          | V          | N          | P          | Comp            | G               | V               | N               | P               | Comp               | G                  | V                  | N                  | P                  | Comp        | G           | V           | N           | P           | G      | V      | N      | P      | %          | Piazzamento |
| ------------------------- | ------------------------- | ------------------------- | ---------- | ---------- | ---------- | ---------- | --------------- | --------------- | --------------- | --------------- | --------------- | ------------------ | ------------------ | ------------------ | ------------------ | ------------------ | ----------- | ----------- | ----------- | ----------- | ----------- | ------ | ------ | ------ | ------ | ---------- | ----------- |
| feb.-giu. 2019            | Académico de Viseu        | SL                        | 14         | 7          | 2          | 5          | CP              | -               | -               | -               | -               | -                  | -                  | -                  | -                  | -                  | -           | -           | -           | -           | -           | 14     | 7      | 2      | 5      | 50,00      | Sub., 11º   |
| 2019-2020                 | Académico de Viseu        | SL                        | 24         | 9          | 7          | 8          | CP+CdL          | 7+1             | 5+0             | 1+0             | 1+1             | -                  | -                  | -                  | -                  | -                  | -           | -           | -           | -           | -           | 32     | 14     | 8      | 10     | 43,75      | 8º          |
| Totale Académico de Viseu | Totale Académico de Viseu | Totale Académico de Viseu | 38         | 16         | 9          | 13         |                 | 8               | 5               | 1               | 2               |                    | -                  | -                  | -                  | -                  |             | -           | -           | -           | -           | 46     | 21     | 10     | 15     | 45,65      |             |
| 2020-2021                 | Académica                 | SL                        | 34         | 17         | 11         | 6          | CP              | 3               | 2               | 0               | 1               | -                  | -                  | -                  | -                  | -                  | -           | -           | -           | -           | -           | 37     | 19     | 11     | 7      | 51,35      | 4º          |
| lug.-set. 2021            | Académica                 | SL                        | 6          | 0          | 2          | 4          | CP+CdL          | 0+1             | 0+0             | 0+0             | 0+1             | -                  | -                  | -                  | -                  | -                  | -           | -           | -           | -           | -           | 7      | 0      | 2      | 5      | &0,00      | Rescis.     |
| Totale Académica          | Totale Académica          | Totale Académica          | 40         | 17         | 13         | 10         |                 | 4               | 2               | 0               | 2               |                    | -                  | -                  | -                  | -                  |             | -           | -           | -           | -           | 44     | 19     | 13     | 12     | 43,18      |             |
| set. 2021-2022            | Nacional                  | SL                        | 28         | 12         | 8          | 8          | CP+CdL          | 1+0             | 0+0             | 0+0             | 1+0             | -                  | -                  | -                  | -                  | -                  | -           | -           | -           | -           | -           | 29     | 12     | 8      | 9      | 41,38      | Sub., 6º    |
| 2022-feb. 2023            | Vilafranquense            | SL                        | 19         | 8          | 6          | 5          | CP+CdL          | 2+3             | 1+0             | 0+2             | 1+1             | -                  | -                  | -                  | -                  | -                  | -           | -           | -           | -           | -           | 24     | 9      | 8      | 7      | 37,50      | Rescis.     |
| feb.-giu. 2023            | Mafra                     | SL                        | 15         | 7          | 6          | 2          | CP+CdL          | -               | -               | -               | -               | -                  | -                  | -                  | -                  | -                  | -           | -           | -           | -           | -           | 15     | 7      | 6      | 2      | 46,67      | Sub., 7º    |
| 2023-2024                 | Moreirense                | PL                        | 34         | 16         | 7          | 11         | CP+CdL          | 1+1             | 0+0             | 0+1             | 1+0             | -                  | -                  | -                  | -                  | -                  | -           | -           | -           | -           | -           | 36     | 16     | 7      | 13     | 44,44      | 6º          |
| lug.-dic. 2024            | Vitória Guimarães         | PL                        | 15         | 6          | 5          | 4          | CP+CdL          | 2+1             | 2+0             | 0+0             | 0+1             | UECL               | 12                 | 10                 | 2                  | 0                  | -           | -           | -           | -           | -           | 30     | 18     | 7      | 5      | 60,00      | Dimis.      |
| dic. 2024-2025            | Sporting Lisbona          | PL                        | 19         | 13         | 6          | 0          | CP+CdL          | 4+2             | 4+1             | 0+1             | 0+0             | UCL                | 4                  | 0                  | 2                  | 2                  | SP          | -           | -           | -           | -           | 29     | 18     | 9      | 2      | 62,07      | Sub., 1º    |
| Totale carriera           | Totale carriera           | Totale carriera           | 208        | 95         | 60         | 53         |                 | 29              | 15              | 5               | 9               |                    | 16                 | 10                 | 4                  | 2                  |             | -           | -           | -           | -           | 253    | 120    | 68     | 65     | 47,43      |             |

## Palmarès

### Allenatore

#### Competizioni nazionali
- Campionato portoghese: 1

Sporting Lisbona: 2024-2025
- Coppa del Portogallo: 1

Sporting Lisbona: 2024-2025